# Paulette Cooper
Paulette Marcia Cooper (26 de julio de 1942) es una autora y periodista estadounidense cuyos escritos contra la Iglesia de la Cienciología provocaron el acoso de los cienciólogos. Una de las primeras críticas a la Iglesia, publicó El escándalo de la Cienciología en 1971. Soportó muchos años de ataques por parte de los dirigentes de la Iglesia y sus agentes, incluyendo demandas, campañas de desprestigio, vigilancia abierta y encubierta, amenazas directas e incluso una incriminación. Se dice que el fundador y líder de la Iglesia, L. Ron Hubbard, estaba obsesionado con ella y conspiró personalmente contra ella.
La Iglesia de la Cienciología interpuso un total de diecinueve demandas contra Cooper en todo el mundo. Ella los contrademandó tres veces antes de llegar a un acuerdo con la Iglesia en 1985. Cooper es autora o coautora de casi dos docenas de libros, que abarcan una amplia gama de temas, como viajes, personas desaparecidas, psíquicos y mascotas, además de la Cienciología. Sus libros han vendido cerca de medio millón de ejemplares en total.

## Biografía
Nació en Bélgica. Sus padres murieron en el campo de concentración de Auschwitz. Después de la guerra pasó años en varios orfanatos de Bélgica, hasta que fue adoptada por la familia Cooper. Cuando tenía seis años, ella y su familia se trasladaron a los Estados Unidos. Se hizo ciudadana americana cuando tenía 8 años.
Empezó su carrera como escritora independiente en 1968, tras completar un máster en psicología. Como resultado de su estudios en religiones comparadas en la Universidad de Harvard durante un verano, se interesó por los nuevos movimientos religiosos y empezó a estudiar a la Iglesia de la Cienciología en 1968 para escribir sobre ella.

## Carrera
Cooper ha escrito un total de 23 libros de varios temas.

### Conflicto con la Cienciología
El conflicto de Cooper con la Cienciología empezó en 1970 cuando la Iglesia de la Cienciología entabló una demanda contra ella en un tribunal británico por un artículo crítico que escribió y que fue publicado en la revista Queen de Londres. Su libro de 1971 El escándalo de la Cienciología fue una expansión del trabajo que había comenzado con el artículo.
El libro le granjeó más atención negativa por parte de los miembros de la Cienciología y, ese mismo año, la Iglesia de la Ciencilogía presentó una segunda demanda contra  en el Tribunal Supremo de Los Ángeles. En los años siguientes, la Cienciología le demandó un total de diecinueve veces por todo el mundo; ella les demandó tres veces.
Mientras que continuaba investigando a la Cienciología a lo largo de los años, Cooper pasó a ser el objetivo de varias campañas de acoso, incluyendo una campaña conocida como la Operación Asustarse, cuyo objetivo era detener las críticas de Cooper a la Cienciología llevándola a ser "encarcelada en una institución mental o en la cárcel o al menos golpearla tan fuerte que abandone sus ataques". En otra campaña llamada Operación Dinamita, la Iglesia de la Cienciología se envió a sí misma amenazas de bomba falsas, supuestamente de Cooper, usando papeles con sus huellas dactilares en ellos; también planeó enviar amenazas de bomba a Henry Kissinger, entre otros. La campaña fue descubierta cuando el FBI hizo una redada en la Cienciología en 1977 e incautó documentos relativos a la operación. En algún momento de 1977, planearon posiblemente el asesinato de Cooper, junto con otro asesinato, pero se desconoce si llegó o no a intentarse.
La Iglesia de la Cienciología finalmente aceptó un acuerdo extrajudicial con Cooper en 1985.

## Biografía
En mayo de 2015, Tony Ortega lanzó un libro sobre Cooper, titulado La señorita encantadora irrompible: cómo la Iglesia de la Cienciología intentó destruir a Paulette Cooper.

## Vida personal
Está casada con el productor de televisión Paul Noble. Viven en Palm Beach, Florida. La pareja ha escrito junta cuatro libros.

## Premios
En 1992, la Sociedad Americana de Periodistas y Escritores le premió con su mayor honor, el prestigioso Premio Conciencia en los Medios. Ella también ha ganado otros cinco premios por sus otros libros y numerosos artículos sobre varios temas no relacionados con las sectas.